# Caiva
Caiva war eine Göttin, die in römischer Zeit bei Gerolstein im Gebiet der Treverer verehrt wurde. Dort ist sie jeweils einmal auf einer Inschrift bei Pelm und Büdesheim bezeugt. Da an ihrem Tempel geopferte Matronenfiguren gefunden wurden, handelte es sich vermutlich um eine Muttergottheit.

## Tempelbezirk „Juddekirchhof“
Marcus Victorius Pollentinus stiftete 124 n. Chr. einen Tempel in der Nähe von Pelm. Er scheint ein Wallfahrtsort gewesen sein, da die gespendete Geldsumme hoch war. Die Kultstätte wird heute im Volksmund „Juddekirchhof“ (Judenkirchhof) genannt, allerdings beruht der Name auf einem Missverständnis, denn er stammt von „Joddekirchhoff“, d. h. „Hof um die Kirche (Heiligtum) der Jodd“, wobei „Jodd“ die Bedeutung „Taufpatin“ hat und die keltischen Matronen in etwa die Rolle katholischer Taufpatinnen spielten.